# Oxyanthus okuensis
Espèce
Statut de conservation UICN

 CR A1c, B1+2b, C2a, D : 
En danger critique
Oxyanthus okuensis Cheek & Sonké est une espèce d'arbustes de la famille des Rubiaceae et du genre Oxyanthus, endémique du Cameroun.

## Étymologie
Son épithète spécifique okuensis fait référence au lac Oku, au nord-ouest du Cameroun, où elle a été découverte par Duncan W. Thomas en 1985.

## Description
C'est un petit arbre d'une hauteur comprise entre 3 et 8 m. 

## Distribution
On ne connaît que deux localisations pour cette espèce, le mont Oku et la crête d'Ijim. L'hypothèse d'un troisième site, à Ntum, a été envisagée, mais demande à être confirmée.

## Habitat
L'espèce a été observée dans les sous-bois de la forêt montagnarde à feuilles persistantes, à une altitude comprise entre 1 800 et 2 200 m.

## Écologie
L'abattage d'arbres pour le bois de chauffage et la déforestation liée à l'agriculture peuvent constituer des menaces. C'est pourquoi l'espèce figure sur la liste rouge de l'UICN avec le statut « en danger critique d'extinction » (CR).